# Fiordichthys paxtoni
Fiordichthys paxtoni är en fiskart som först beskrevs av Nielsen och Cohen, 1986.  Fiordichthys paxtoni ingår i släktet Fiordichthys och familjen Bythitidae. Inga underarter finns listade i Catalogue of Life.